# اچ۳ (فیلم)
اچ۳ (H3) فیلمی است که در سال ۲۰۰۱ دربارهٔ اعتصاب غذای ایرلندی‌ها در ۱۹۸۱ که در ایرلند شمالی روی داد، ساخته شده. این وقایع به درگیری زندانیان برای تغییر وضعیتشان در زندان انجامید. این فیلم توسط لس بلیر کارگردانی شده و توسط برایان کمبل و لورنس مک‌کیون نوشته شده‌است مک‌کیون یک داوطلب سابق در IRA موقت بود و خودش هم در اعتصاب غذا شرکت داشت.

## جوایز
این فیلم نامزد چهار جایزه شد و یکی از آن‌ها را دریافت کرد، جایزه گلدن رز کامونا در اجلاس فیلم برگامو.